# Камский леспромхоз
Камский леспромхоз — село в Мамадышском районе Татарстана. Входит в состав Урманчеевского сельского поселения.

## География
Находится в центральной части Татарстана на расстоянии приблизительно 37 км на запад-юго-запад по прямой от районного центра города Мамадыш у речки Берсут.

## История
Основано в 1936 году. До указанной даты здесь существовал участок Рыбно-Слободского лесхоза. После 1936 года здесь долгое время существовали раздельно, или в режиме объединения две составные части местного хозяйства: Камский леспромхоз и Камский лесхоз.

## Население
Постоянных жителей было: в 1938—448, в 1970—1677, в 1979—1588, в 1989—1476, в 2002 году 1499 (татары 73 %, фактически татары и кряшены), в 2010 году 1425.